# Eerste Rijnvaartakte

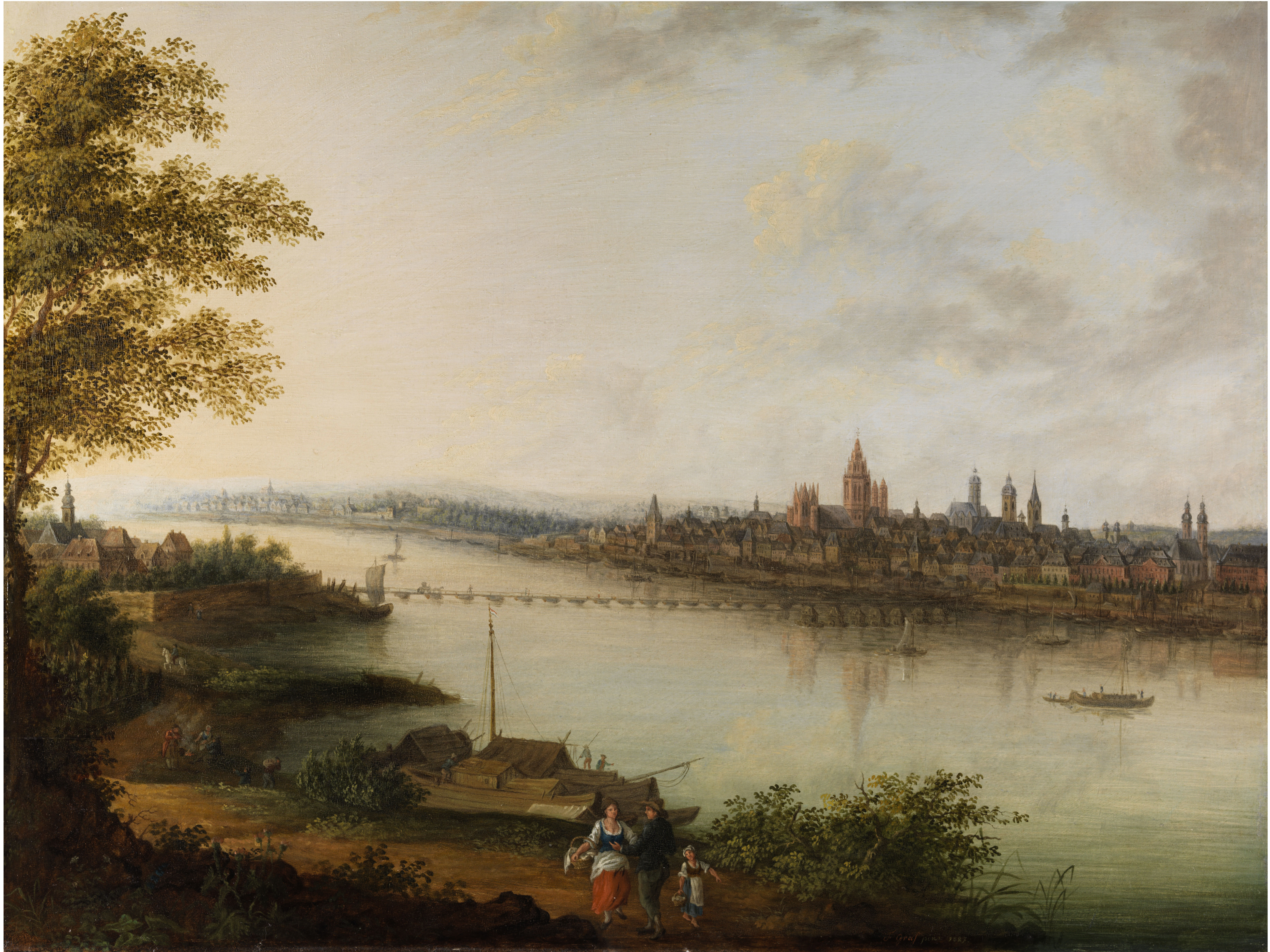
De stad Mainz in 1827, geschilderd door Franz von Kesselstadt.

De Eerste Rijnvaartakte of de Akte van Mainz is een verdrag dat op 31 maart 1831 werd gesloten over de doorvaart van de rivier de Rijn.

## Achtergrond
Bij het Congres van Wenen verkreeg Pruisen grote stukken van Westfalen en bij het Congres werd ook gesproken over de Rijnvaart. Dit resulteerde in de oprichting van het Centrale Commissie voor de Rijnvaart, de oudste intergouvernementele organisatie dat nog steeds bestaat. Na de Franse tijd had het nieuwe Verenigd Koninkrijk der Nederlanden de tolgelden in hun gebied over de Rijnvaart opnieuw geïntroduceerd. De Nederlanders hoopten dat hierdoor hun stapelmarkten weer zouden opbloeien.
Er waren ook enkele kleinere Duitse staten tegen de vrije doorvaart van de Rijn, zoals Nassau en Hessen , die ook hun tolgelden opnieuw instelden. Pruisen wilde echter dat er vrije doorvaart van de Rijn kwam en zij waren van mening dat vrije toegang tot zee een belangrijker was dan oude privileges. Koning Willem I der Nederlanden bleef dwarsliggen, maar na de Belgische Revolutie wist hij dat hij niet langer de autoriteit bezat om de Duitse handel te dwarsbomen.

## Verdrag
Op 31 maart 1831 sloten Nederland, Pruisen, Hessen, Nassau, Baden, Beieren en Frankrijk een verdrag. Commercieel verkeer voor alle ondertekenaars was vrijgesteld van tolgelden en stapelrecht. Ook werd er een douanesysteem geïntroduceerd en Nederland verlaagde zijn doorvoerbelastingen. De Eerste Rijnvaartakte kan gezien worden als een beknotting van de nationale soevereiniteit over internationale waterwegen.

## Nasleep
In 1834 richtten verschillende Duitse staten de Zollverein op. Nederland bleef nog vasthouden aan een bepaalde hoogte van doorvoerbelasting, maar hierdoor kreeg Nederland bij de Duitsers een slechte naam en zochten ze naar oplossingen om de Rijn te liberaliseren zonder Nederland. Uiteindelijk kwam er een einde aan de Nederlandse belastingen in 1868 met de Herziene Rijnvaartakte.